# Skælskør Kommune
Skælskør Kommune i Vestsjællands Amt blev dannet ved kommunalreformen i 1970. Ved strukturreformen i 2007 blev den indlemmet i Slagelse Kommune sammen med Hashøj Kommune og Korsør Kommune. 

## Tidligere kommuner
Skælskør havde været købstad, men det begreb mistede sin betydning ved kommunalreformen. 8 sognekommuner blev inden reformen lagt sammen med Skælskør Købstad til Skælskør Kommune:
| Kommune              | Folketal september 1965 | Byer             |
| -------------------- | ----------------------- | ---------------- |
| Skælskør Købstad     | 3.398                   | Skælskør         |
| Agersø               | 321                     |                  |
| Boeslunde            | 1.355                   | Boeslunde        |
| Eggeslevmagle        | 1.385                   | Eggeslevmagle    |
| Magleby              | 706                     |                  |
| Omø                  | 241                     |                  |
| Tjæreby              | 997                     |                  |
| Holsteinborg-Venslev | 901                     | Bisserup og Rude |
| Ørslev-Sønder Bjerge | 789                     |                  |
| I alt                | 10.093                  |                  |

Holsteinborg-Venslev og Ørslev-Sønder Bjerge kom først med i Skælskør Kommune ved selve kommunalreformen. De to var i første omgang kommet med i Holsteinborg Kommune, som med sine 2.891 indbyggere var for lille til at overleve. Holsteinborg Kommunes tredje sognekommune, Kvislemark-Fyrendal, kom til Fuglebjerg Kommune.

## Sogne
Skælskør Kommune bestod af følgende sogne, alle fra Vester Flakkebjerg Herred undtagen Boeslunde, der havde hørt til Slagelse Herred:
- Agersø Sogn
- Boeslunde Sogn
- Eggeslevmagle Sogn
- Holsteinborg Sogn
- Magleby Sogn
- Omø Sogn
- Skælskør Sogn
- Sønder Bjerge Sogn
- Tjæreby Sogn
- Venslev Sogn
- Ørslev Sogn

## Statistik
Skælskør i den sydvestlige del af kommunen var dens største by og kommunesæde. Kommunen havde et areal på 170 km² og omfattede forude et hjørne af Sjælland øerne Agersø, Omø og Glænø. I 1980 var kommunens indbyggertal 10.862, og det var i 2006 steget til 11.928. 54 pct. af kommunens indbyggere boede i 2004 i hovedbyen, mens andelen bosat i øvrige byer var 14 pct. Det giver en samlet urbaniseringsgrad på 68 pct.

## Mandatfordeling 2001
| 3 | 1 | 1 | 3 | 1 | 6 |

| 12 | 3 |

## Borgmestre
Denne liste er ufuldstændig; hjælp gerne med at udfylde den.
| Startår | Slutår | Stilling/uddannelse | Navn                         | Parti |
| ------- | ------ | ------------------- | ---------------------------- | ----- |
| 1854    | 1859   | Jurist              | P.J. Uldahl                  |       |
| 1859    | 1869   | Jurist              | Fritz Moltke                 |       |
| 1869    | 1877   | Jurist              | P.C. Schiørring              |       |
| 1877    | 1889   | Jurist              | L.N. Friis                   |       |
| 1889    | 1903   | Jurist              | Hans Henrik Edvard Fabricius |       |
| 1903    | 1918   | Jurist              | Frits Grambow Bülow          |       |

Folkevalgte borgmestre siden 1919:
| Startår | Slutår | Stilling/uddannelse | Navn                   | Parti                       |
| ------- | ------ | ------------------- | ---------------------- | --------------------------- |
| 1919    | 1921   | ?                   | Arnold Westergaard     | Socialdemokratiet           |
| 1921    | 1937   | Sagfører            | Johannes Hansen        | Det Konservative Folkeparti |
| 1937    | 1962   | ?                   | Christian Langkjær     | Socialdemokratiet           |
| 1962    | 1966   | Overretssagfører    | Jens Engelhardt Jensen | Det Konservative Folkeparti |
| 1966    | 1974   | Gårdejer            | Svend Åge Troelsen     | Venstre                     |
| 1974    | 1986   | Lærer               | Johannes Lyshjelm      | Venstre                     |
| 1986    | 1994   | Bibliotekar         | Søren Clausen          | Socialdemokratiet           |
| 1994    | 2002   | Gårdejer            | Hans Christian Nielsen | Venstre                     |
| 2002    | 2007   | Lærer               | Hans Ole Drost         | Venstre                     |

## Rådhus
Skælskør Købstads gamle rådhus på Gammeltorv er opført i 1896. Skælskør Kommunes rådhus på Næstvedvej 15 benyttes af Slagelse Kommune, bl.a. til hjemmeplejen i område Skælskør.